# Aeropuerto Internacional de Asjabad
El Aeropuerto Internacional de Asjabad (en turcomano, Saparmyrat Türkmenbaşy halkara aeroporty) (IATA: ASB, OACI: UTAA), anteriormente el Aeropuerto Internacional Saparmurat Türkmenbaşy, está ubicado aproximadamente a 10 km de Asjabad, Turkmenistán. Es uno de tres aeropuertos internacionales del país. Lleva el nombre del primer presidente de Turkmenistán Saparmyrat Nyýazow.

## Historia
El primer presidente de Turkmenistán, Saparmyrat Nyýazow, dirigió la construcción del aeropuerto como parte de la transformación el país en «el nuevo Kuwait». La torre de control fue construida en el sitio incorrecto de la pista dificultando a los controladores aéreos ver la llegada de los aviones. Los constructores habían advertido de esto, pero a Nyýazow le gustaba este diseño. En 1994 el aeropuerto fue abierto, llevando el nombre del presidente.

### Remodelación
Polimeks, una compañía turca de construcción ganó el contrato de 2.253 millones de dólares para la remodelación del aeropuerto y aumentar el tráfico de pasajeros a 14 millones.
En la primera fase se construye la Terminal 2 de unos 14 127 m² y que puede servir a 1 250 pasajeros por hora. La otra terminal y una segunda pista  será integrada, significando que podrá servir ambos vuelos de cabotaje y vuelos internacionales. El conjunto tendrá la forma  de un ave y ocupará 146 500 m². La segunda pista será ubicada al sur de las terminales y será 3 800 m de longitud.

## Aerolíneas y destinos

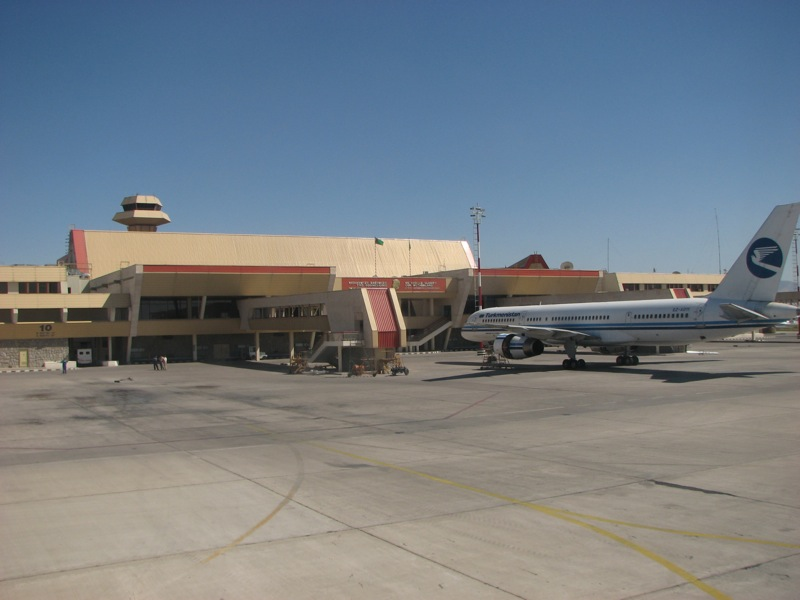
Antiguo terminal de Asjabad

### Destinos nacionales
| Aerolíneas            | Destinos                                            |
| --------------------- | --------------------------------------------------- |
| Turkmenistan Airlines | Balkanabat, Daşoguz, Mary, Turkmenabat, Türkmenbaşy |

### Destinos internacionales
| Ciudades por países    | Nombre del aeropuerto                        | Aerolíneas                                          |      |      |      |
| Asia                   | Asia                                         | Asia                                                | Asia | Asia | Asia |
| ---------------------- | -------------------------------------------- | --------------------------------------------------- | ---- | ---- | ---- |
| Arabia Saudita         |                                              |                                                     |      |      |      |
| Yeda                   | Aeropuerto Internacional Rey Abdulaziz       | Turkmenistan Airlines                               |      |      |      |
| China                  |                                              |                                                     |      |      |      |
| Pekín                  | Aeropuerto Internacional de Pekín-Capital    | Turkmenistan Airlines                               |      |      |      |
| Urumchi                | Aeropuerto Internacional de Urumchi-Diwopu   | China Southern Airlines                             |      |      |      |
| Corea del Sur          |                                              |                                                     |      |      |      |
| Seúl                   | Aeropuerto Internacional Incheon             | Turkmenistan Airlines (Inicia 14 de julio del 2025) |      |      |      |
| Emiratos Árabes Unidos |                                              |                                                     |      |      |      |
| Abu Dabi               | Aeropuerto Internacional de Abu Dabi         | Turkmenistan Airlines                               |      |      |      |
| Dubái                  | Aeropuerto Internacional de Dubái            | flydubai / Turkmenistan Airlines                    |      |      |      |
| India                  |                                              |                                                     |      |      |      |
| Delhi                  | Aeropuerto Internacional Indira Gandhi       | Turkmenistan Airlines                               |      |      |      |
| Kazajistán             |                                              |                                                     |      |      |      |
| Almatý                 | Aeropuerto Internacional de Almatý           | Turkmenistan Airlines                               |      |      |      |
| Tailandia              |                                              |                                                     |      |      |      |
| Bangkok                | Aeropuerto Internacional Suvarnabhumi        | Turkmenistan Airlines                               |      |      |      |
| Turquía                |                                              |                                                     |      |      |      |
| Estambul               | Aeropuerto Internacional de Estambul         | Turkish Airlines / Turkmenistan Airlines            |      |      |      |
| Europa                 |                                              |                                                     |      |      |      |
| Alemania               |                                              |                                                     |      |      |      |
| Fráncfort del Meno     | Aeropuerto de Fráncfort del Meno             | Turkmenistan Airlines                               |      |      |      |
| Reino Unido            |                                              |                                                     |      |      |      |
| Londres                | Aeropuerto de Londres-Heathrow               | Turkmenistan Airlines                               |      |      |      |
| Rusia                  |                                              |                                                     |      |      |      |
| Moscú                  | Aeropuerto Internacional de Moscú-Domodédovo | S7 Airlines / Turkmenistan Airlines                 |      |      |      |
| San Petersburgo        | Aeropuerto Internacional Púlkovo             | Turkmenistan Airlines                               |      |      |      |